# Axters (familie)
Axters was een Brugse familie die enkele interessante personaliteiten telde.

## Jacobus Axters
Jacobus Franciscus Axters (Brugge, 7 november 1825 - 4 september 1897) was een zoon van Franciscus Axters en Idonia Joosens. Hij trouwde met Joanna Francisca Ameye (1822-1888). Het gezin telde elf kinderen.
Axters zette een handel op in kachels en andere ijzerwaren onder de naam Axters-Ameye. Hij beroemde er zich op verschillende uitvindingsbrevetten op zijn naam te hebben en prijzen te hebben gewonnen op nationale en internationale tentoonstellingen.
Het product waar hij het meest voor adverteerde was zijn Vlaamsche gezondheidsstoof. Volgens de advertenties gaf die kachel vijftig procent meer warmte dan Amerikaanse kachels, was ze ideaal voor de verwarming van huizen, scholen, hotels, ziekenhuizen en kerken. Men kon de warmtegraad naar believen vermeerderen of verminderen, terwijl een waterbak toeliet droge of vochtige warmte te verspreiden. Daarnaast verkocht hij allerhande kachels, 'menagères', vuurschermen, superveilige en brandvrije kluizen of 'coffre-forts', enz.
Zijn handel dreef hij op het adres Eekhoutstraat 15, bijna op de hoek van de Geerolfstraat, waar hij zijn werkplaats had.
Daarnaast was Axters ook kunstsmid. In 1896 maakte hij het kunstig uithangbord dat aan de gevel werd aangebracht van het huis De Oude Munte op de Grote Markt 21 in Brugge, waar zijn schoonzoon Medard Coucke en zijn dochter Esther Axters vanaf hun huwelijk in 1896 handel dreven. Zo maakte hij er ongetwijfeld nog een aantal andere.
In 1893 werd een door Axters gemaakte waterpomp met verlichting geplaatst aan de buitenzijde van het koor van de Sint-Gilliskerk. Het ontwerp van dit smeedijzeren kunstwerk was van architect Karel De Wulf.
De handelszaak Axters-Ameye werd overgenomen door hun zoon Eugène Axters (1857-1904), getrouwd met Emma (of Maria) Neyt. Na de dood van Eugène werd de zaak stopgezet.

## Genealogie
- Jacobus Axters x Johanna Ameye
  - Elisabeth Axters (1848-1912) x Louis De Sloovere
  - Jozef Axters (1850-1913), jezuïet
  - Polydoor Axters (1851)
  - Elodie Axters (1853-1887)
  - Richard Axters (1855-1940) x Virginie Temmery, was de eerste om in Brugge een elektriciteitszaak te beginnen
  - Eugène Axters (1857-1904) x Maria Neyt, overnemers van de zaak Axters-Ameye
  - Jean Axters (1860-1860)
  - Emma Axters (1861-1861)
  - Gustave Axters (1863)
  - Henri Axters (1865-1945), provincieambtenaar x Maria Wauters (1870-1959)
    - Zuster Maria-Reparatrix (1897-1981) (Maria Axters), zuster van Liefde van Jezus en Maria, lerares aan de Parnassusschool in de Troonstraat (Brussel)
    - Joseph Axters (1900-1956), magistraat en rechtsgeleerde, x Magdalena De Cuyper (1899-1993)
    - Stephanus Gerard Axters (1901-1977), dominicaan, kenner van de middeleeuwse mystiek
    - Germaine Axters (1903-1995), lerares, maatschappelijk werkster in Jette
    - Geneviève Axters (1904-1950), doctor in de wijsbegeerte en letteren, lerares aan de atheneum-sectie van de rijksmiddelbare meisjesschool te Leuven

  - Esther Axters (1867-1949) x Medard Coucke (1865-1940), zoon van Samuel Coucke
    - Cecile Coucke (1902-2003) x Antoine Van den Abeele (1905-1974)